# 赵承
赵承（1967年10月—），男，汉族，河南镇平县人，中华人民共和国政治人物。中国人民大学新闻系毕业，大学学历，中国共产党党员，高级记者。曾任新华通讯社党组成员、副社长，2023年6月任中共浙江省委常委、宣传部部长。